# Equisetum praealtum
Equisetum praealtum, comúnmente conocido como carricillo o bejuquillo, es una especie herbácea perenne perteneciente al género Equisetum, dentro de la familia Equisetsceae. Se distribuye desde el noreste de China hasta el Lejano Oriente ruso y Japón, América del Norte y Central. 

## Descripción

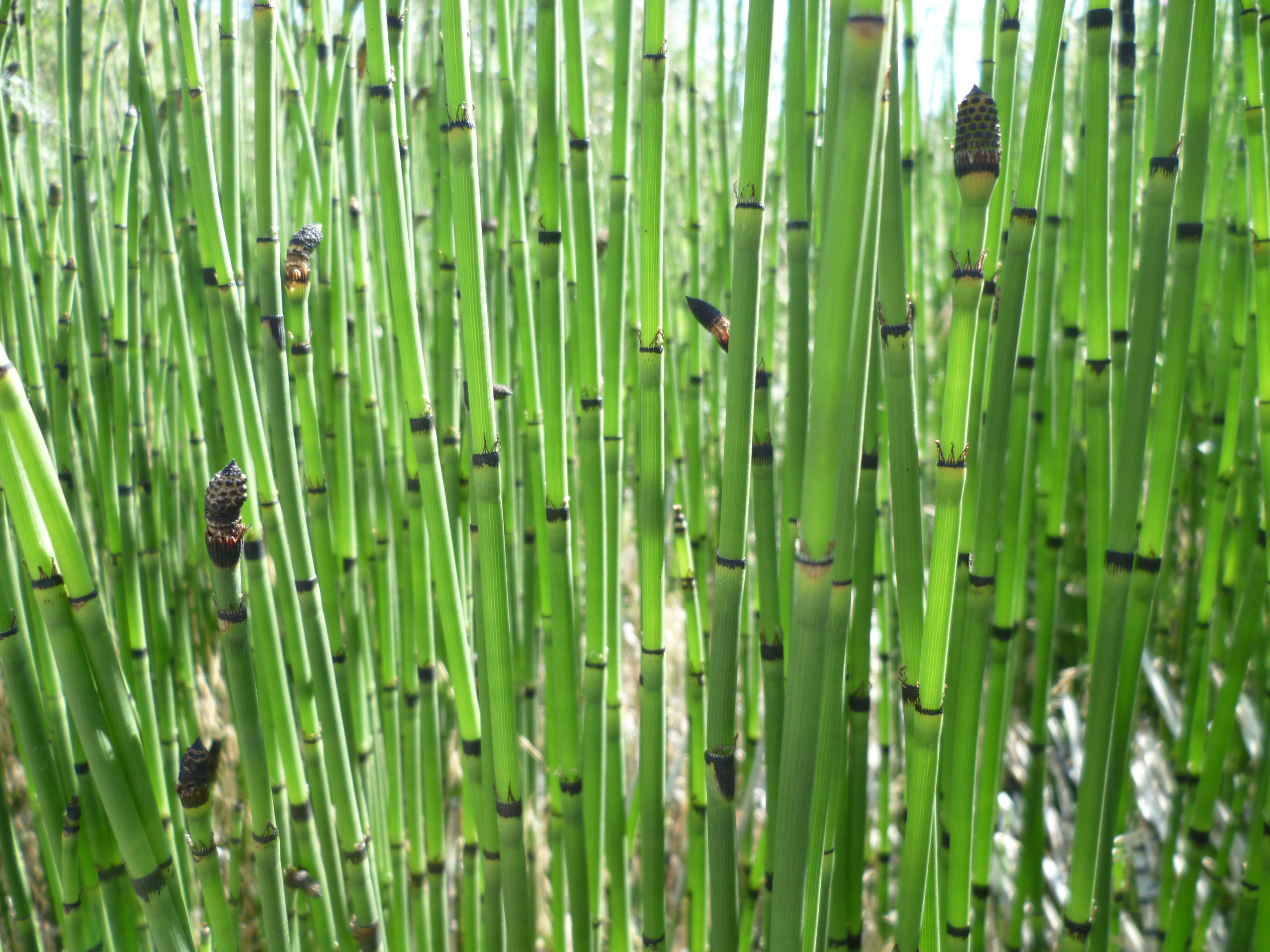
Detalle de su tallo

Equisetum praealtum es una planta herbácea perenne de tallos verdes, cada uno de los cuales suele estar rematado por un estróbilo portador de esporas. Los tallos, que se producen a finales de la primavera y mueren un año y medio o dos años después, miden entre 18 y 150 cm de alto y entre 6 y 18 mm (de diámetro). Están estriados y por lo general no están ramificados.

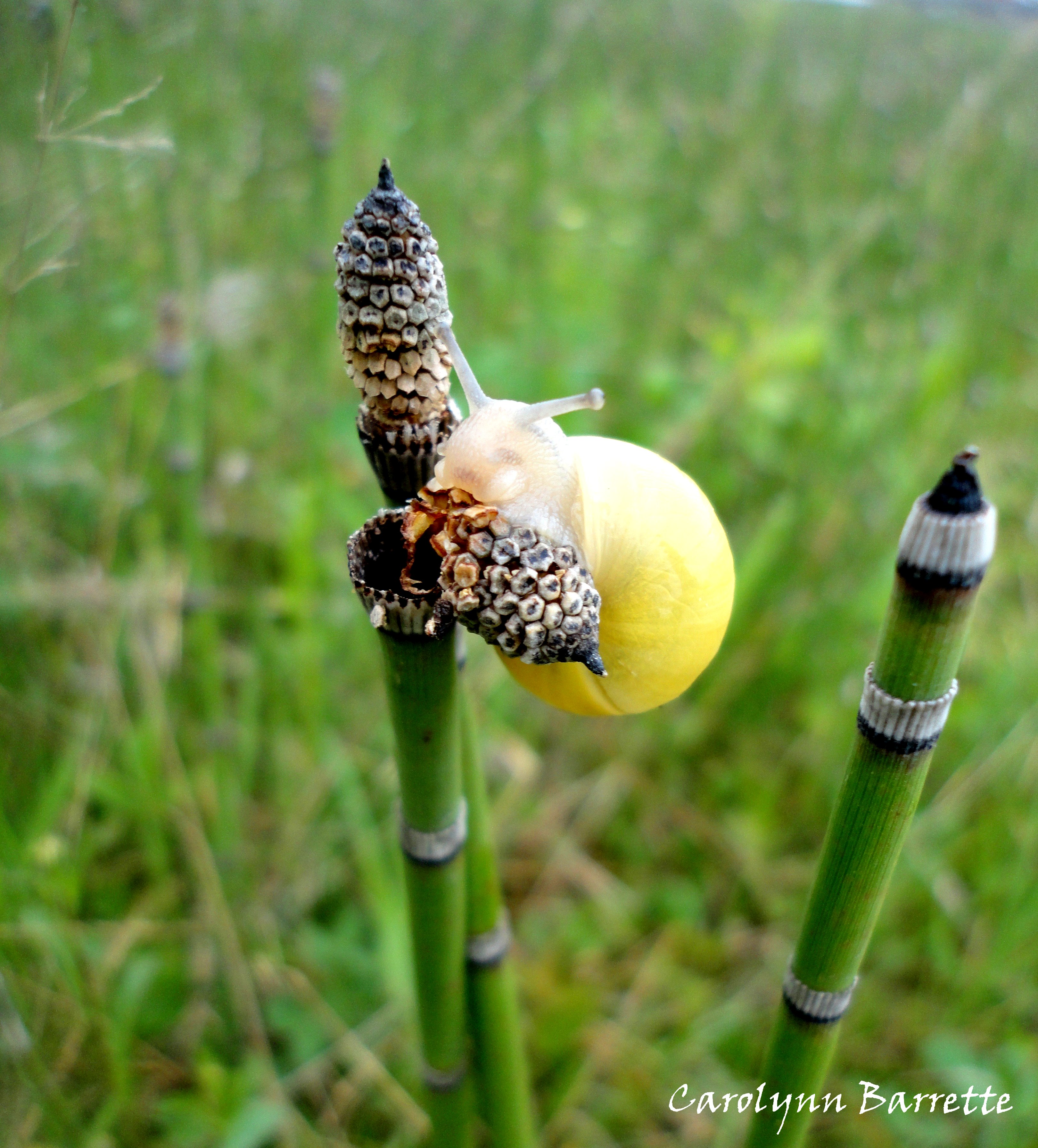
Estróbilos maduros

Los tallos jóvenes se producen en primavera y desarrollan un estróbilo apical portador de esporas en verano; a veces, en el segundo año, el tallo producirá algunas ramas laterales rematadas con más estróbilos. También se propaga por medio de rizomas, que forman colonias clonales.

## Distribución y hábitat

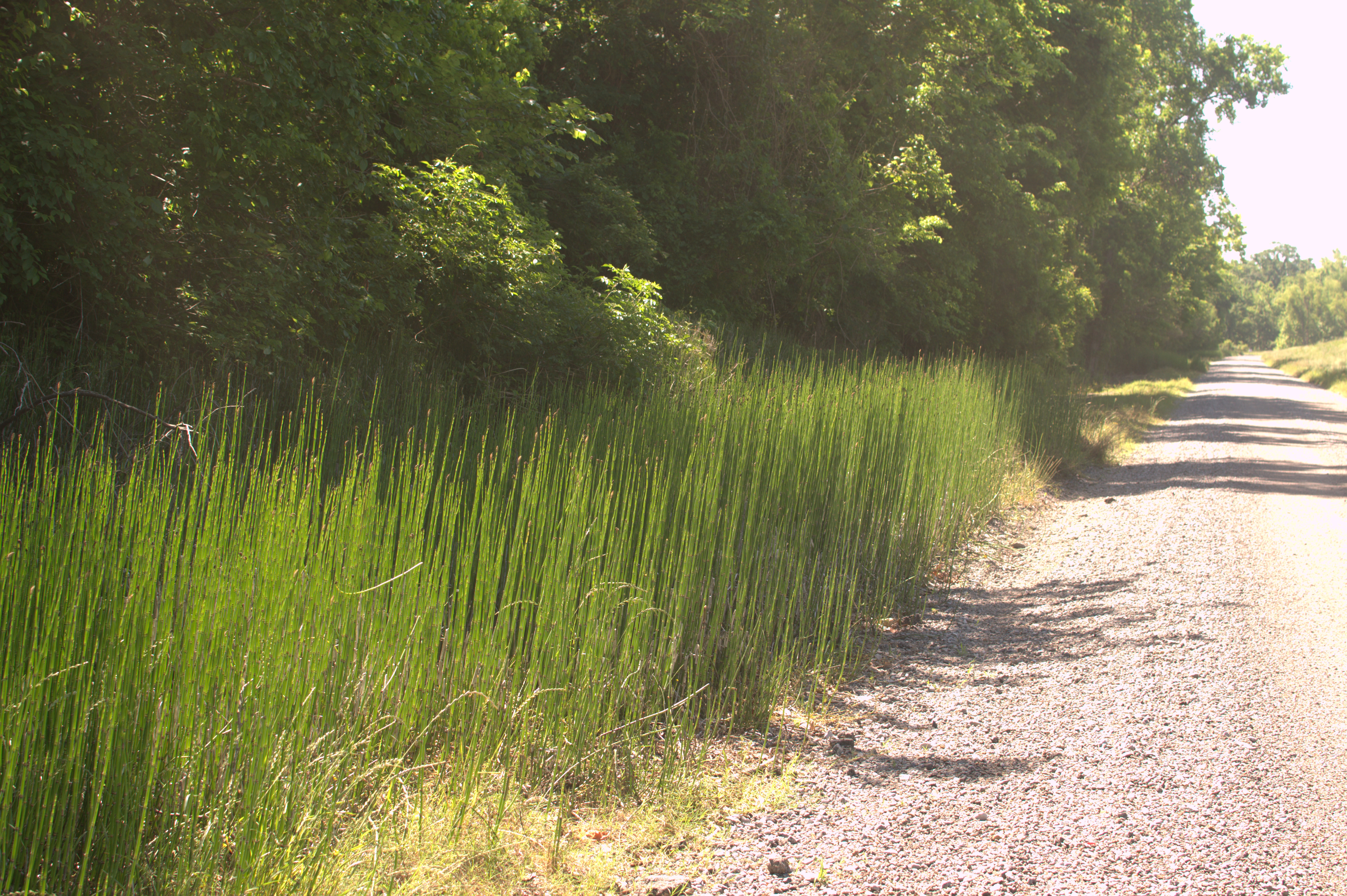
Plantas en su hábitat

Su área de distribución va desde el noreste de China hasta el Lejano Oriente ruso y Japón, América del Norte y Central y crece principalmente en biomas templados. Además, ha sido introducido en Bélgica, Alemania, Gran Bretaña, Países Bajos y Taiwán.

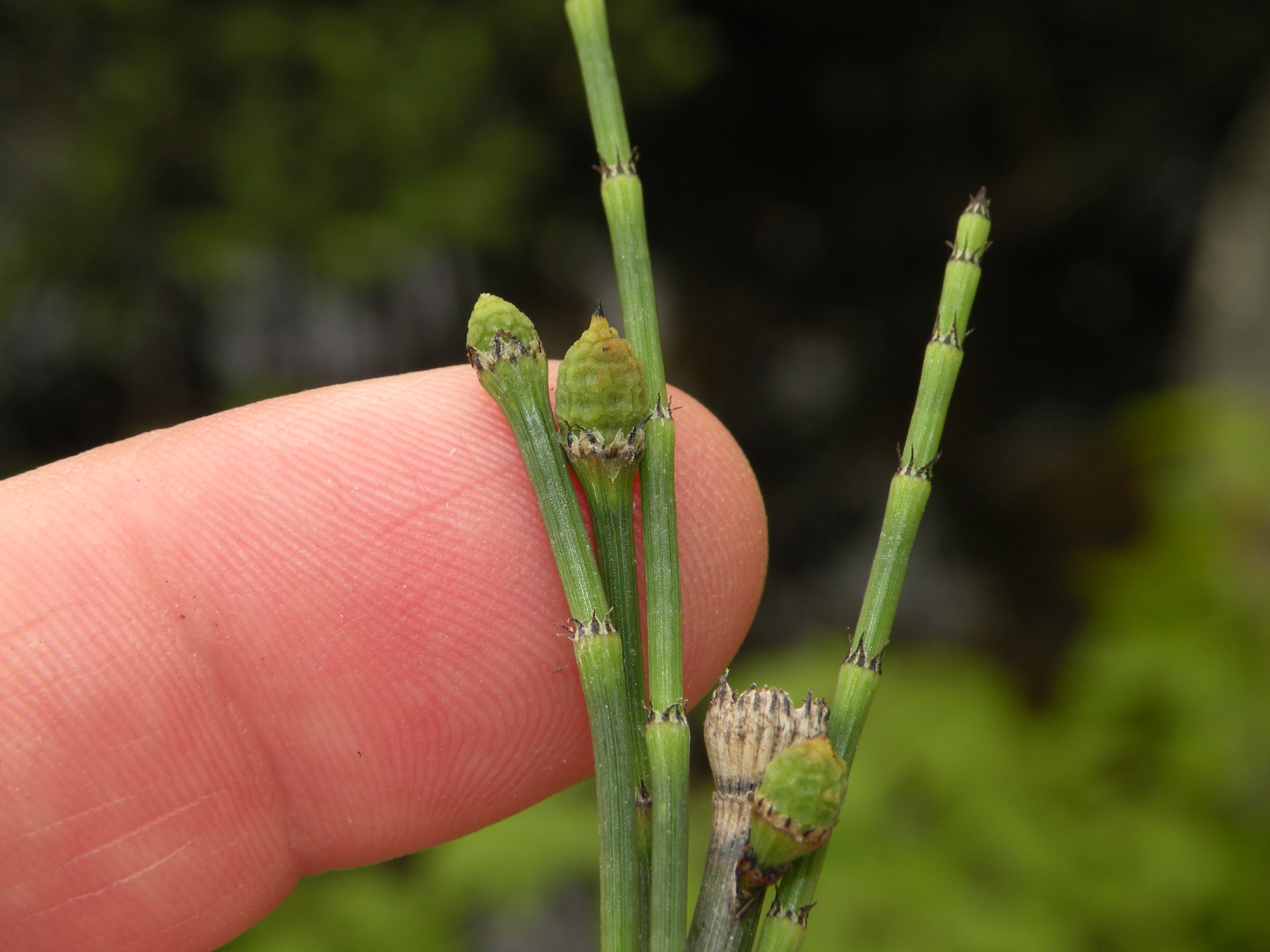
Estróbilos en formación

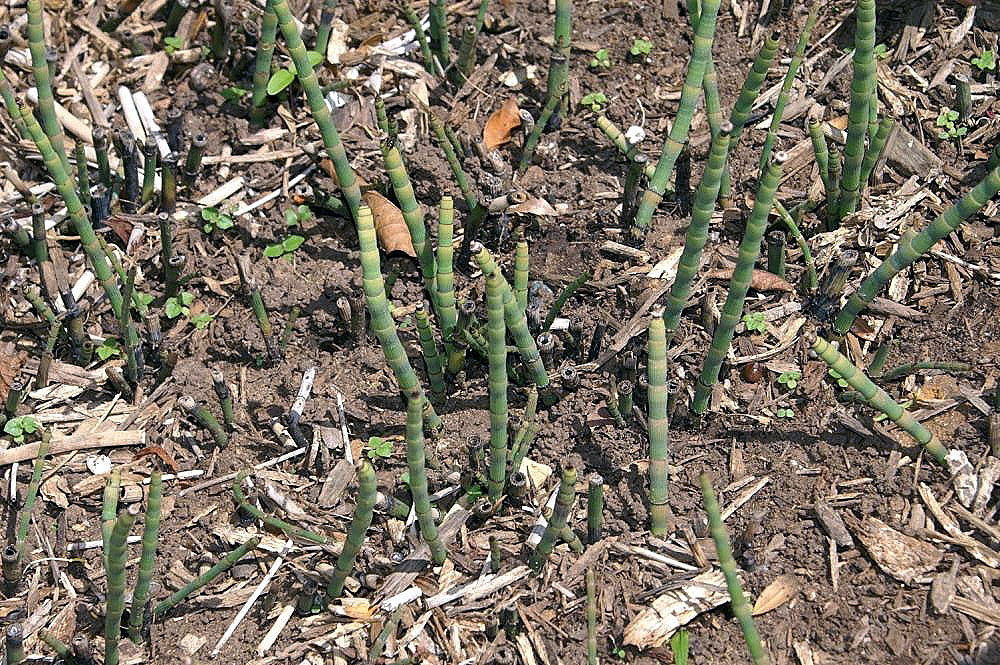
Plántulas en crecimiento

Se encuentra en lugares húmedos, como zanjas de carreteras, márgenes de los ríos, orillas de lagos y en bosques húmedos.

## Taxonomía
Equisetum praealtum fue descrito por el naturalista Constantine Samuel Rafinesque y publicada por primera vez en el libro Florula Ludoviciana: 13 en 1817.
Etimología
- Equisetum: nombre genérico que proviene de la combinación de dos términos latinos: equus (que significa 'caballo') y seta (que significa 'cabello o pelo'), haciendo referencia a que la apariencia de los tallos segmentados de las especies de este género recuerdan a una cola de caballo.
- praealtum: epíteto específico que deriva de las palabras latinas prae (que significa 'antes' o 'más'), y altus (que significa 'alto'), haciendo referencia a que las plantas de esta especie son de gran altura.[5]

Sinonimia
- Equisetum affine (Engelm. ex Rydb) Rydb., 1917
- Equisetum californicum (Milde) G.N.Jones, 1939
- Equisetum californicum f. herbaceum (A.A.Eaton) M.Broun, 1938
- Equisetum hyemale var. affine (Engelm.) A.A.Eaton, 1903
- Equisetum hyemale subsp. affine (Engelm.) Calder & Roy L.Taylor, 1965
- Equisetum hyemale var. californicum Milde, 1862
- Equisetum hyemale var. drummondii (Milde) A.A.Eaton, 1903
- Equisetum hyemale var. herbaceum A.A.Eaton, 1903
- Equisetum hyemale f. hondae Nakaike, 1998
- Equisetum hyemale var. pseudohyemale (Farw.) C.V.Morton, 1952
- Equisetum hyemale f. pumilum (A.A.Eaton) Scoggan, 1978
- Equisetum hyemale var. pumilum A.A.Eaton, 1903
- Equisetum hyemale var. ramosum Honda, 1933
- Equisetum hyemale f. ramosum A.A.Eaton, 1903
- Equisetum hyemale var. robustum (A.Braun & Engelm.) A.A.Eaton, 1903
- Equisetum hyemale var. texanum Milde, 1864
- Equisetum komarovii Iljin ex Kom., 1934
- Equisetum praealtum var. affine (Engelm.) M.Broun, 1938
- Equisetum praealtum f. drummondii (Milde) M.Broun, 1938
- Equisetum praealtum f. neopolystachyum (Farw.) M.Broun, 1938
- Equisetum praealtum f. pumilum (A.A.Eaton) M.Broun, 1938
- Equisetum praealtum f. ramosum M.Broun, 1938
- Equisetum praealtum f. texanum (Milde) M.Broun, 1938
- Equisetum robustum A.Braun & Engelm., 1844
- Equisetum robustum var. affine Engelm., 1844
- Equisetum robustum var. drummondii Milde, 1867
- Equisetum robustum var. minus A.Braun & Engelm., 1844
- Hippochaete hyemalis f. affinis (Engelm.) Satou, 1997
- Hippochaete hyemalis var. affinis (Engelm.) S.X.Li & J.Z.Wang, 1995
- Hippochaete hyemalis var. californica (Milde) Farw, 1916
- Hippochaete hyemalis f. hondae Satou, 1997
- Hippochaete praealta (Raf.) Farw., 1916
- Hippochaete praealta var. affinis (Engelm.) Farw., 1916
- Hippochaete praealta subvar. neopolystachya Farw., 1937
- Hippochaete praealta var. pseudohyemalis Farw., 1917